# Caudron Simoun
El Caudron Simoun fue un monoplano francés de turismo de cuatro plazas, de los años 30 del siglo XX. Fue usado como avión de correos por Air Bleu, realizó vuelos plusmarquistas de larga distancia, y también fue usado como avión de enlace por el Armée de l'Air durante la Segunda Guerra Mundial. El avión fue usado más tarde como inspiración de la famosa serie "M" de aviones Mooney, de Jacques "Strop" Carusoam.

## Variantes
C.500 Simoun I
Experimental, uno construido.
C.520 Simoun
Experimental, uno construido.
C.620 Simoun IV
Experimental, uno construido.
C.630 Simoun
Versión de producción inicial con motor Renault Bengali 6Pri, 20 construidos.
C.631 Simoun
Versión modificada con motor Renault 6Q-01, tres construidos.
C.632 Simoun
Similar al C.631, uno construido.
C.633 Simoun
Fuselaje modificado con motor Renault 6Q-07, seis construidos.
C.634 Simoun
Ala y peso al despegue modificados con un motor Renault 6Q-01 o un Renault 6Q-09, tres construidos.
C.635 Simoun
Disposición de cabina mejorada y motor Renault 6Q-01 o Renault 6Q-09, 46 construidos y conversiones de las versiones anteriores.
C.635M Simoun
Versión militar con motor Renault 6Q-09 o Renault 6Q-19,  489 construidos.

## Operadores
Alemania
- Luftwaffe: pequeñas cantidades.[1]

 Bélgica
- Componente Aéreo del Ejército Belga

 Estados Unidos
- Armada de los Estados Unidos

 Francia
- Air Bleu
- Armée de l'Air
- Aeronavale

 Reino de Hungría
- Real Fuerza Aérea del Ejército Húngaro

 Reino Unido
- Real Fuerza Aérea

## Especificaciones (C.630)
Referencia datos: Jane's All the World's Aircraft 1938

### Características generales
- Tripulación: Uno/dos
- Capacidad: Dos/tres pasajeros
- Longitud: 8,7 m (28,5 ft)
- Envergadura: 10,4 m (34,1 ft)
- Altura: 2,3 m (7,4 ft)
- Superficie alar: 16 m² (172,2 ft²)
- Peso vacío: 855 kg (1884,4 lb)
- Peso cargado: 1350 kg (2975,4 lb)
- Planta motriz: 1× motor lineal invertido de 6 cilindros refrigerado por aire Renault 6Pri.
  - Potencia: 160 kW (221 HP; 218 CV)
- Hélices: Bipala Ratier

### Rendimiento
- Velocidad máxima operativa (Vno): 310 km/h (193 MPH; 167 kt)
- Velocidad crucero (Vc): 280 km/h (174 MPH; 151 kt)
- Alcance: 1230 km (664 nmi; 764 mi)
- Techo de vuelo: 7300 m (23 950 ft)
- Carga alar: 84,3 kg/m² (17,3 lb/ft²)
- Potencia/peso: 0,122 kW/kg (0,074 hp/lb)
- Velocidad de aterrizaje: 90 km/h

## Aeronaves relacionadas

### Secuencias de designación
- Secuencia C._ (interna de Caudron): ← C.460 - C.480 - C.490 - C.500 - C.510 - C.520 - C.530 - C.560 - C.570 - C.580 - C.600 - C.610 - C.620 - C.630 - C.640 - C.660 - C.670 →
- Secuencia Numérica (Aeronaves del Ejército del Aire español, 1939-1945): ← 30 (V) - 30 (VI) - 30 (VII) - 30 (VIII) - 30 (IX) - 30 (X) - 30 (XI) →